# Ехидо Рафаел Ромеро Паласиос, Блоке 813 (Бакум)
Ехидо Рафаел Ромеро Паласиос, Блоке 813 (шп. Ejido Rafael Romero Palacios, Bloque 813) насеље је у Мексику у савезној држави Сонора у општини Бакум. Насеље се налази на надморској висини од 10 м.

## Становништво
Према подацима из 2005. године у насељу су живела 3 становника.

### Хронологија
| Година       | 2000 | 2005 |
| ------------ | ---- | ---- |
| Становништво | 9    | 3    |

### Попис
| # | Индикатор                        | Вредност |
| - | -------------------------------- | -------- |
| 1 | Укупно појединачних домаћинстава | 1        |